# Robert Darcy (4. hrabia Holderness)

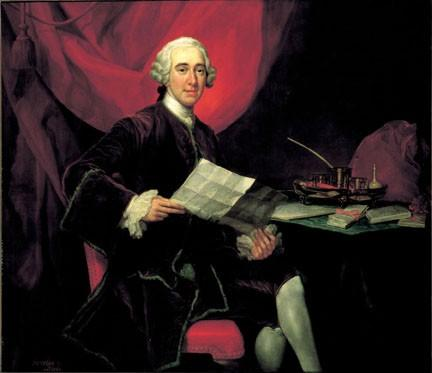
Robert Darcy, 4. hrabia Holderness

Robert Darcy (ur. 17 maja 1718, zm. 16 maja 1778 w Syon House w Londynie) – brytyjski arystokrata, polityk i dyplomata, syn Roberta Darcyego, 3. hrabiego Holderness, i Frederici Schomberg, córki księcia Meinhardta Schomberga.
Do 1721 r. nosił tytuł lorda Darcy i Conyers. Po śmierci ojca w 1721 r. odziedziczył tytuł 4. hrabiego Holderness. Dodatkowo w 1751 r., po śmierci matki, został parem Portugalii jako hrabia Mértola. W latach 1744–1746 był ambasadorem Wielkiej Brytanii w Wenecji, a w latach 1749–1751 był ambasadorem w Hadze.
Po powrocie do Wielkiej Brytanii w 1751 r. został ministrem południowego departamentu. Był nim do 1754 r., kiedy objął stanowisko ministra północnego departamentu. Był nim do 1761 r., kiedy upadł wigowski rząd księcia Newcastle. Przez pewien czas 1757 r. był ponownie ministrem południowego departamentu. Znajdował się jednak w cieniu innych członków wigowskich gabinetów, np. Williama Pitta Starszego. Od 1765 r. był lordem strażnikiem Pięciu Portów. W latach 1771–1776 był wychowawcą dwóch synów króla Jerzego III. Był również członkiem Tajnej Rady.
29 października 1743 r. poślubił Mary Doublet (ok. 1721 - 13 października 1801), córkę Francisa Doubleta i Constantii van der Beck. Robert i Mary mieli razem dwóch synów i córkę:
- George Darcy (wrzesień 1745 - 27 września 1747), lord Darcy i Conyers
- Thomas Darcy (ur. i zm. 1750), lord Darcy i Conyers
- Amelia Darcy (12 października 1754 - 27 stycznia 1784), 12. baronowa Darcy de Knayth i 9. baronowa Conyers, żona Francisa Osbrone'a, 5. księcia Leeds, i kapitana Johna Byrona (ojca lorda Byrona), miała dzieci z obu małżeństw

Ponieważ Darcy zmarł nie pozostawiwszy po sobie męskiego potomka wygasł tytuł hrabiego Holderness. Pozostałe tytuły odziedziczyła jego jedyna córka.